# Free to Play
Free to Play (укр. Вільна гра)  — документальний фільм американського розробника відеоігор Valve Corporation. Дія фільму розгортається з погляду трьох професійних кіберспортивних гравців у Dota 2 — Бенедикта «Hyhy» Ліма, Данила «Dendi» Ішутіна та Клінтона «Fear» Луміса. Вони брали участь у турнірі «The International 2011» , де розігрувалися призові на мільйон доларів — найбільші призи серед відеоігр на той час. Головна ідея фільму полягає в тому, як Dota 2 вплинула на їхнє життя.

## Сюжет
Free to Play — це повнометражний документальний фільм про трьох професійних гравців з різних країн та їхню боротьбу за призи у 1 мільйон доларів США на першому міжнародному турнірі з гри Dota 2. За попередні роки популярність кіберспорту неабияк зросла, перетворивши його на один з найпопулярніших видів змагань. Турнір з мільйоном доларів призового фонду назавжди змінив обличчя ігрового світу та надав нового значення життю найкращих кіберспортсменів планети. Ця стрічка, створена компанією Valve Corporation, показує справжні випробування та жертви, на які йдуть гравці заради участі у престижних змаганнях.

## Сприйняття
Free to Play, здебільшого, був добре сприйнятий критиками. Кріс Зеле з журналу Maximum PC, який не знав про Dota-франшизу, після перегляду назвав фільм одним з найкращих ігрових документальних фільмів. Філіп Варр з журналу Wired оцінив фільм, проводячи паралелі між відеоіграми та іншими спортивними заходами. Браян Альберт з IGN похвалив фільм за емоційну привабливість та велику різноманітність сцен. Єдине, що йому не сподобалось, що у фільмі не пояснюють основи Dota 2, тому людині, яка не знайома з нею, важко зрозуміти деякі сцени.